# Cactus goodrichii
Cactus goodrichii là một loài thực vật có hoa trong họ Cactaceae. Loài này được (Engelm.) Kuntze mô tả khoa học đầu tiên năm 1891.